# Tryptyk Marii z Dzieciątkiem
Tryptyk Marii z Dzieciątkiem – tryptyk olejny na desce niderlandzkiego malarza niemieckiego pochodzenia Hansa Memlinga.

## Opis
Tryptyk zamknięty przedstawia wizerunki Adama i Ewy. Otwarty przedstawia na lewym panelu Jana Chrzciciela, w środku przedstawiono scenę adoracji Matki Boskiej. Na prawym panelu widoczny jest Jan Ewangelista.
Jest to jedno z ostatnich dzieł Memlinga. Część środkowa jest mieszaniną dwóch tradycji: niderlandzkiego i późnogotyckiego malarstwa – wzorzysty dywan, brokat za plecami Madonny oraz pejzaż w tle, oraz renesansowego malarstwa włoskiego – bogate dekoracje rzeźbiarskie, kolumny i arkady, putta trzymające nad głową Marii baldachim oraz w motywy roślinne (girlandy z liści i owoców). Obraz jest kopią innego dzieła pochodzącego z tego samego roku, znanego jako Adoracja Madonny z Aniołami, znajdującego się obecnie w Galerii Uffizi we Florencji. W wersji wiedeńskiej na środkowym panelu po prawej stronie Memling umieścił modlącego się donatora opata Jana Crabbe.